# Gare de Pasaia (ADIF)
Pour les articles homonymes, voir Gare de Pasaia (homonymie).
La gare de Pasaia (en basque et selon ADIF, également appelée Pasajes en espagnol) est une gare ferroviaire située dans la commune basque de Pasaia, dans la province de Guipuscoa.
Elle est desservie par la ligne C-1 du réseau de Cercanías Saint-Sébastien exploitée par la Renfe.
Elle voit aussi s'arrêter plusieurs trains Regional Exprés et Media Distancia chaque jour. C'est également une importante gare pour le trafic ferroviaire de fret, en lien direct avec le port de Pasaia.

## Situation ferroviaire
La gare se trouve au point kilométrique 627,932 de la ligne à écartement ibérique de Madrid à Hendaye, à 3,73 mètres d'altitude.
La gare dispose de deux quais latéraux permettant l'accès aux trains circulant sur les deux voies principales. On trouve six autres voies attenantes pour la réception des trains de fret.

## Histoire
La gare a été inaugurée le  18 octobre 1863 avec la mise en service du tronçon Irun-Saint-Sébastien de la ligne de Madrid à Hendaye. Son exploitation a initialement été confiée à la Compañía de los Caminos de Hierro del Norte de España jusqu'en 1941 où l'entreprise a été intégrée à la Renfe à la suite de la nationalisation du secteur ferroviaire. Depuis le 31 décembre 2004, la gestion de l'infrastructure et de l'exploitation ont été séparées en deux entités distinctes : la ligne appartient à ADIF tandis que la Renfe exploite les trains qui y circulent.

## Services ferroviaires

### Accueil
Le bâtiment voyageurs de la gare de Pasaia est un bâtiment en brique rouge à toit plat.

### Desserte

#### Services de régionaux et de moyenne distance
La gare de Pasaia est desservie chaque jour par les trains Media Distancia de Renfe reliant Irun à Madrid-Chamartín ainsi que les trains Regional Exprés reliant Irun à Vitoria-Gasteiz.

#### Cercanías
L'ensemble des trains de banlieue de la ligne C-1 des Cercanías Saint-Sébastien desservent la gare.

### Intermodalité
La gare est en connexion avec la ligne E2 du réseau Euskotren, reliant Hendaye à Lasarte-Oria, au niveau de la gare de Pasaia, à environ 100 mètres de marche au sud.
Des cars interurbains du réseau Lurraldebus s'arrêtant sur le parvis de la gare au niveau des arrêts Renfe et Nafarroa Hiribidea, 5. C'est d'ailleurs un nœud majeur de ce réseau, desservi par de nombreuses lignes permettant de rallier Saint-Sébastien, Oiartzun, Irun ou encore Hondarriba jusqu'à l’aéroport de Saint-Sébastien.
La ligne 38 du réseau de bus urbains Dbus, reliant Pasaia au quartier Herrera de Saint-Sébastien, dessert l'arrêt Eskalantegi 15, sur la route Eskalantegi kalea.